# 长滩寺河
长滩寺河，原名盐滩溪、岳池水、灵溪水，是嘉陵江的一条支流。此河发源于四川省南充市东北部金城山南坡东林寺，因流经岳池县城南长滩寺，故名长滩寺河。至岳池县朝阳乡西北接纳余家河，于五排水入武胜县境，接纳三溪河后，经武胜县鸣钟乡,至中心镇注入嘉陵江，全长110公里，流域面积770平方公里。